# Luci Papiri Mugil·là (cònsol 326 aC)
Luci Papiri Mugil·là (en llatí: Lucius Papirius L. F. L. N. Mugillanus) va ser un magistrat romà del segle iv aC. Formava part de la gens Papíria.
Va ser elegit cònsol de Roma l'any 326 aC, tal com diu Titus Livi i els Fasti, però és dubtós si el cognomen era Mugil·là (la branca patrícia dels Papirii), o Cursor, la branca plebea. Per això se l'ha confós amb Luci Papiri Cursor Mugil·là.